# Charles Everett Koop
Pour les articles homonymes, voir Koop.
Charles Everett Koop, né le 14 octobre 1916 à New York et mort le 25 février 2013 à Hanover (New Hampshire),, est un chirurgien pédiatrique américain et administrateur de la santé publique des États-Unis. 
Il avait le rang de vice-amiral au sein du corps de la Commission des services de santé publique et a été le 13e Administrateur de la santé publique des États-Unis (Surgeon General), au cours de la présidence Reagan de 1982 à 1989. Selon l'agence Associated Press, « Koop était le seul Administrateur de la Santé Publique dont le public connait le nom ».
En tant qu'administrateur de la Santé publique, il est notamment reconnu pour son travail dans le champ de la prévention du tabagisme et du sida, dans son engagement contre l'avortement, ainsi que pour son soutien aux droits des enfants handicapés.

## Biographie

### Enfance et éducation
Koop est né dans le quartier de Brooklyn, à New York ; il est le fils unique de John Everett Koop (1883-1972), banquier et descendant de colons néerlandais du XVIIe siècle, et Helen (née Apel) Koop (1894-1970). En 1937, il est licencié ès zoologie au Dartmouth College où il reçut le surnom de "Chick". Son intérêt pour la médecine date d'une année passée à l'hôpital après un accident de ski et une hémorragie cérébrale. Il a obtenu son diplôme de Médecine au Cornell Medical College en 1941 et son doctorat en Science Médicale à l'Université de Pennsylvanie en 1947.

### Carrière

#### Carrière médicale
De 1946 à 1981, Koop était le chirurgien en chef du Children's Hospital of Philadelphia (CHOP). Il a pu y établir la première unité de soins intensifs chirurgicaux néonatals du pays en 1956. Il a contribué à la développer un programme d'atrésie des voies biliaires au CHOP lorsque le chirurgien japonais Morio Kasai l'a rejoint dans les années 1970. Il a également mis sur pied un programme de bourse pour la formation en chirurgie pédiatrique au CHOP. Au cours de son exercice, il a diplômé trente-cinq résidents et quatorze boursiers étrangers, dont beaucoup sont devenus professeurs de chirurgie pédiatrique, directeurs de services de chirurgie pédiatrique et chirurgiens en chef des hôpitaux pour enfants.
En 1959, Koop devient professeur de chirurgie pédiatrique puis professeur de pédiatrie en 1971 à la faculté de médecine de l' Université de Pennsylvanie.
Alors qu'il était chirurgien à Philadelphie, Koop a pratiqué des procédures chirurgicales révolutionnaires sur des jumeaux siamois. Il a mis au point des techniques désormais couramment utilisées pour la chirurgie du nourrisson et a sauvé la vie d'innombrables enfants qui, autrement, auraient été inévitablement destinés à la mort. Il a inventé des techniques anesthésiques et chirurgicales adaptées aux corps et aux métabolismes des nouveau-nés et a participé à la séparation de plusieurs groupes de jumeaux siamois dont l'état était considéré comme désespéré par d'autres médecins de l'époque. La première reconnaissance internationale de son travail date de 1957, grâce à la séparation de deux nourrissons pygopagus (réunis par leur bassin), puis à nouveau en 1974 par la séparation de jumeaux ischiopagus (réunis au niveau de la colonne vertébrale) partageant un foie, un colon, et certaines parties de l'intestin et dont la totalité des troncs étaient fusionnés.

Koop publiait régulièrement de nombreux articles dans la littérature médicale. Il écrira plus tard que : 
 Chaque jour au cours de ces premières années de chirurgie pédiatrique, je me sentais à la pointe. Certains des problèmes chirurgicaux qui atterrissaient sur la table d'opération de mon service pédiatrique ne portaient même pas de nom. Beaucoup des opérations que j'ai effectuées n'avaient jamais été réalisées auparavant. C'était un sentiment incroyable, mais aussi un peu effrayant. Parfois, je craignais de ne pas bien faire les choses, d’avoir des regrets, ou que quelqu'un d'autre avait déjà réalisé une opération avec succès sans s'être donné la peine de la documenter dans les journaux médicaux ou, si cela avait été le cas, sans que j'ai pu la trouver 
Koop a aidé à modifier cette situation en publiant ses propres découvertes et résultats. En outre, il est devenu le premier éditeur du Journal of Pediatric Surgery lors de sa fondation en 1966.
Contrairement à ses années d'Administrateur de la Santé Publique, au cours desquelles sa politique et ses discours auront un impact sur un très grand nombre de personnes, ses années de chirurgie pédiatrique présentent une relation plus individualisée, directe et concrète aux autres. Au cours de sa longue carrière, il a -notamment- effectué quelque 17 000 réparations de hernie inguinale et plus de 7 000 orchidopexies (opération de correction du testicule non descendu). Il a développé de nouvelles procédures, telles que la greffe d'interposition du côlon pour corriger l'atrésie œsophagienne (absence congénitale de continuité de l'œsophage) ou des dérivations ventriculopéritonéales pour le traitement de l'hydrocéphalie (accumulation de liquide céphalorachidien excessif dans et autour du cerveau causant des problèmes neurologiques). Il a également abordé de nombreux cas complexes, allant du cancer chez l'enfant, aux interventions chirurgicales sur des jumeaux siamois, dont il aura opéré avec ses collègues dix paires au cours de ses 35 années d'exercice. Au total, il a opéré de nombreux enfants et bébés atteints de malformations congénitales « incompatibles avec la vie mais susceptibles d'une correction chirurgicale ».
En 1976, Koop a écrit Le droit de vivre, Le droit de mourir, exprimant ses préoccupations relatives à l'avortement, l'infanticide et l'euthanasie.
Pour un temps, il s'est également un peu éloigné de la pratique de la chirurgie pour réaliser une série de films avec les néo-apologistes chrétiens Frank Schaeffer et son père Francis Schaeffer en 1978, intitulés Quoi de neuf pour la race humaine? basée sur le livre éponyme, précédemment écrit par l'aîné Schaeffer.
Frank Schaeffer et son associé, Jim Buchfuehrer, ont réalisé une projection privée de cinq heures au Représentant, Jack Kemp et à sa femme Joanne. Dans son livre Crazy for God, Frank Schaeffer, rapporte que cette nuit avaient permis aux deux Schaeffers et à Koop « ... d'avoir un accès à tout le monde au sein du parti républicain ».
Le président Ronald Reagan, peu après sa première investiture, a nommé Koop, sous-secrétaire adjoint à la santé, en février 1981. Il était entendu que Reagan nommerait plus tard Koop au poste d'Administrateur de la Santé Publique des États-Unis.

#### Administrateur de la Santé publique des États-Unis

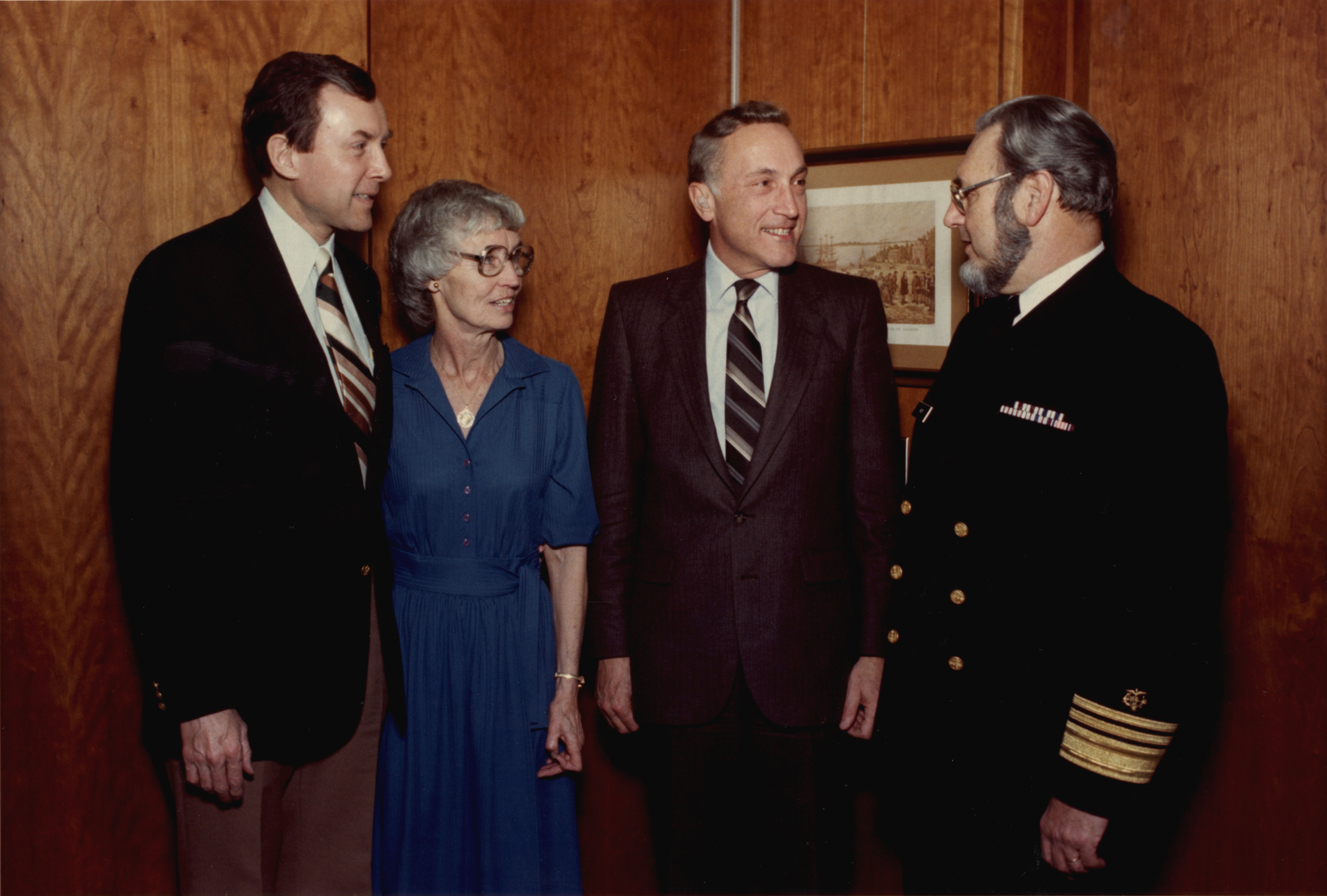
Koop avec son épouse Betty, le sénateur de l'Utah Orrin Hatch et le secrétaire à la Santé et aux Services sociaux, Richard Schweiker.

Comme prévu, Koop a été nommé Administrateur de la Santé Publique des États-Unis par Reagan au cours de l'année 1981. De nombreux politiciens libéraux et des groupes de femmes se sont opposés à sa nomination en raison des idées très conservatrices de Koop et de ses fortes convictions contre l'avortement. Le Sénat américain a confirmé sa nomination le 16 novembre 1981 par 60 voix contre 24. Il a été assermenté le 21 janvier de l'année suivante.

##### Rapport Koop
En 1987, Koop, pourtant opposé à l'avortement, a résisté aux pressions de l'administration Reagan qui voulait qu'il rédige un rapport qui indiquerait que l'avortement est psychologiquement nocif pour les femmes. Il a déclaré que l'avortement n'était pas un problème de santé publique mais un problème moral. Koop a chargé un assistant, George Walter, de mener des recherches à ce sujet. Walter a obtenu une liste d'articles des Centres de contrôle et de prévention des maladies (CDC), rédigés principalement par le personnel de surveillance des avortements du CDC, et a consulté le personnel de l'Institut Alan Guttmacher. Walter a rédigé un rapport préliminaire sur ses conclusions et l'a remis à Koop.
Dans une lettre adressée à Ronald Reagan, datée du 10 janvier 1989, Koop déclara que les preuves étaient insuffisantes pour justifier la publication des conclusions souhaitées par l'administration,,. Il a également expliqué que certains conseillers du président pensaient qu'"il était acquis d'avance que les effets néfastes de l'avortement sur la santé des femmes étaient si accablants que les éléments de preuve forceraient un inversion de la tendance dans l'affaire Roe contre Wade.
Koop n'a pas présenté le projet de rapport à Reagan et a affirmé qu'il ne l'avait jamais approuvé. En mars 1989, le rapport Koop est devenu public après son assignation à comparaître et a été intégré à une audience du sous-comité du Congrès. Bien qu'il y ait eu des rumeurs selon lesquelles le rapport n'aurait pas été publié auparavant parce qu'il était partial, le document contenait bien l'ensemble des arguments de chacun des deux aspects de la question.
Après sa carrière d'Administrateur de la Santé Publique, Koop a siégé au conseil d’experts Firestorm Solutions.
Koop a animé une série documentaire en 1991, intitulée simplement C. Everett Koop, MD. Elle a été diffusée en six épisodes sur NBC.
Koop et d’autres investisseurs ont créé drkoop.com en 1997, au moment de la bulle Internet. Ce site d’information médicale a été l’une des premières grandes sources d’informations en ligne sur la santé. Des critiques ont remarqué du contenu disponible sur le site -listes de soins privés, recommandations de médicaments et références d'essais médicaux- étaient en fait des publicités payées. La société a fait faillite en 2001.
Il a continué à soutenir les bracelets Life Alert pour les personnes âgées.
Lors de son témoignage devant le Congrès en 1999, Koop a minimisé la sévérité des allergies aux gants en latex qui inquiétait des groupes de santé. Il a été découvert ultérieurement qu'une entreprise qui fabriquait des gants en latex avait préalablement versé 650 000 dollars à Koop pour ses travaux de conseil.
Il a occupé trois postes de professeur au Dartmouth Medical School ; il était également chercheur principal à l'Institut C. Everett Koop au sein de cette école de médecine.

### Vie privée
Au début de l'année 1968, l'un des fils de Koop, David, fut tué dans un accident d'escalade à Cannon Mountain alors qu'il était étudiant en première année au collège de Dartmouth. Koop a écrit plus tard qu’en raison du décès de son fils, il pensait : « Je suis peut-être désormais mieux apte à aider les parents d’enfants mourants, mais pendant un certain temps, je me suis senti moins capable, trop impliqué émotionnellement. Et à partir de ce moment-là, je ne pouvais plus parler de la mort d'un enfant sans que les larmes me montent aux yeux. ». Des années plus tard, lui et sa femme ont écrit un livre intitulé Parfois, la montagne bouge pour aider ceux qui ont perdu un enfant.
L'un des trois autres fils vivants de Koop, le Revérend Norman Koop, a fréquenté l'Eastern Baptist College (à présent l'Université Eastern) et a obtenu son diplôme en 1969. L'année suivante, l'aîné Koop a été élu au conseil d'administration, devenant ainsi le premier membre non baptiste du conseil.
En février 2007, Elizabeth Koop, son épouse depuis près de 70 ans, est décédée. Le 17 avril 2010, il a épousé Cora Hogue, une ancienne employée de la dixième église presbytérienne de Philadelphie.

### Décès et héritage
Lors d'une conférence de presse en 2010, Koop a parlé depuis son fauteuil roulant et a déclaré qu'il était « très, très sourd » et vraiment aveugle. Koop est décédé le 25 février 2013 à l'âge de 96 ans à son domicile à Hanover, dans le New Hampshire. Selon l'un de ses assistants, il était malade depuis plusieurs mois et avait souffert d'insuffisance rénale la semaine précédente.
Jeremy Lazarus, président de l'Association Médicale Américaine, a déclaré à propos du décès de Koop : « À cause de ce qu'il a fait et de la manière dont il l'a fait, il a eu un impact historique sur la santé publique ». L'Associated Press a qualifié son impact de formidable alors que le Philadelphia Inquirer l'aqualifié de « chirurgien pédiatrique courageux et brillant, qui a mis au point des techniques d'avant-garde ... et qui est devenu un exceptionnel Administrateur de la Santé Publique des États-Unis ». Dans son article pour le New Yorker, Michael Specter a déclaré : « Je ne pense pas avoir jamais rencontré quelqu'un pour qui j'avais plus de respect... En cette ère qui a vu les progrès, les faits et la science n'avoir de cesse que d'être en évolution constante, il est sensationnel de se rappeler que même les idéologues peuvent aimer la vérité ».

## Héritage
On retient du travail de Koop surtout quatre facettes particulières.

### Avortement
Bien que Koop soit opposé à l'avortement pour des raisons personnelles et religieuses,,,, il a refusé d'indiquer que l'avortement pratiqué par des professionnels de santé qualifiés posait un risque important pour la santé des femmes dont la grossesse était interrompue, malgré les pressions politiques en faveur d'une telle position,.

### Tabac
Dans son rapport d'Administrateur de la Santé Publique des États-Unis de 1988, il était signalé que la nicotine entraînait une dépendance similaire à celle de l'héroïne ou de la cocaïne. Le rapport de Koop était plutôt inattendu, en particulier par ceux qui espéraient qu'il maintienne le statu quo observé jusque-là par son bureau sur les produits du tabac.
C'est au cours de son mandat, en 1984, que le Congrès a adopté une loi prévoyant de nouvelles étiquettes affichant différents messages de mise en garde sanitaire sur les paquets de cigarettes, ainsi que sur les publicités qui en faisaient la promotion. Ces étiquettes restent encore inchangées à ce jour. De nouvelles étiquettes contenant des représentations visuelles de maladies et de décès liés au tabac ont été annoncées par la FDA, mais elles sont en attente du résultat des contestations judiciaires de l'industrie du tabac. Koop a lancé un défi aux Américains en 1984 pour "créer une société sans fumée aux États-Unis d'ici l'an 2000". En tant qu'Administrateur de la Santé Publique, il a publié huit rapports sur les conséquences du tabagisme sur la santé y compris le premier rapport sur les conséquences sanitaires de l’exposition involontaire à la fumée du tabac. Pendant le mandat d'Administrateur de Koop, le taux de tabagisme aux États-Unis a considérablement diminué, passant de 38% à 27%.

### SIDA
Koop était Administrateur de la Santé Publique des États-Unis lorsque les autorités sanitaires ont identifié le sida. Pendant ses quatre premières années d'administration, Koop, le plus haut responsable de la santé du pays, n’a pas été en mesure de s’attaquer à cette crise sanitaire, pour des raisons qui, a-t-il insisté, n’ont jamais été tout à fait claires pour lui, mais étaient sans aucun doute politiques. Koop a écrit la politique officielle des États-Unis sur la maladie et, en 1988, il a pris des mesures sans précédent en envoyant des informations sur le sida à tous les foyers américains.
Les activistes homosexuels et leurs soutiens étaient mécontents de la manière dont il avait ciblé les pratiques homosexuelles et le risque accru d'exposition à la maladie dans le cadre d'un rapport anal, mais Koop était sans détour sur le sujet, affirmant que ces pratiques comportaient des risques de transmission nettement supérieurs à d'autres.
Les militants religieux, eux, contrariés par la tournure franche de la brochure sur les pratiques sexuelles et le plaidoyer en faveur de l'utilisation du préservatif, ont appelé à la démission de Koop.
Koop a également exaspéré certains de ses anciens soutiens en préconisant l'éducation sexuelle dans les écoles, autant que possible dès l'école primaire, ainsi que l'éducation à l'utilisation appropriée du préservatif pour lutter contre la propagation du sida dans les classes supérieures.
Bien que la révélation directe de cette maladie au public fût controversée, Koop a également été critiqué par des activistes de la santé qui ont affirmé que son bureau n’avait pas fait suffisamment d'efforts pour mettre au point un traitement ou un vaccin, réduisant le rôle de son bureau sur cette période au travail de sensibilisation du public aux problèmes de santé.

### Baby Doe et les droits des enfants handicapés
En avril 1982, un enfant né à Bloomington, dans l'Indiana, a été diagnostiqué avec le syndrome de Down et une atrésie de l'œsophage avec fistule trachéo-œsophagienne. Six jours plus tard, après la participation au tribunal et une discussion parentale entraînant un désaccord entre les médecins sur le traitement à donner ou non au bébé, celui-ci est décédé. Il s'est vu refuser un traitement chirurgical pour corriger son atrésie œsophagienne et sa fistule trachéo-œsophagienne. Baby Doe, nom sous lequel il allait être connu, est devenu un symbole pour les enfants atteints de malformations congénitales, les nourrissons handicapés et le débat sur l'infanticide. Koop n'était pas impliqué initialement dans l'affaire Baby Doe mais s'intéressa particulièrement à celle-ci. En tant que chirurgien pédiatrique à Philadelphie, lui et ses collègues avaient opéré 475 bébés de ce type au cours de ses 35 années là-bas, avec des taux de survie en augmentation constante. Au cours de ses huit dernières années de pratique active, Koop n'a jamais perdu un bébé né à terme sur lequel il avait pratiqué une opération de correction de l'atrésie de l'œsophage. C'est en raison de ce contexte qu'il s'est activement impliqué dans la défense de la protection des droits des nouveau-nés présentant des défauts, ce qui a conduit le Congrès à adopter l'« amendement Baby Doe ».

### Style
Ces quatre engagements, combinés à la personnalité de Koop et à sa volonté d'utiliser les moyens de communication de masse, ont valu au bureau de l'Administrateur de la Santé Publique des États-Unis une visibilité publique supérieure à celle qu'il détenait auparavant. Il est par exemple le premier Administrateur à avoir fait l’objet d’une chanson populaire, Promiscuous, titre de Frank Zappa. Il a été interviewé par Ali G pour un effet comique.
Koop était bien connu pour sa barbe sans moustache et ses nœuds papillon colorés. La plupart du temps, Koop portait l'uniforme d'Administrateur du Service commandé de la Santé Publique des États-Unis, un uniforme similaire à celui d'un vice-amiral de la marine américaine. Au cours de son mandat, il a réintroduit le port quotidien de l'uniforme par les officiers du corps du Service de la Santé Publique.

## Récompenses et honneurs
- Médaille du service distingué des services de santé publique
- Médaille du service méritoire du service de santé publique
- Médaille de l'Administrateur de la Santé Publique des États-Unis
- Médaille pour services exceptionnels rendus à la Santé Publique des États-Unis
- Médaille Citation du service de santé publique
- Citation exceptionnelle de l'Unité du Service de Santé publique
- Médaille présidentielle de la liberté (1995)[9]
- Prix du service extérieur du service de Santé Publique
- Ruban du corps régulier du service de santé publique
- Légion d'Honneur de la République Française (1980)[9]
- Ordre du mérite de Duarte, Sánchez et Mella, la plus haute distinction de la République dominicaine
- Association des chirurgiens militaires des États-Unis avec étoile d'or
- Médaille d'or Denis Brown de l'Association britannique des chirurgiens pédiatriques[9]
- Médaille d'or William E. Ladd de l'Académie américaine de pédiatrie[9]
- Fellow de l'American College of Surgeons (FACS)
- Collège royal des chirurgiens d'Angleterre (1982)
- Collège royal des médecins et chirurgiens de Glasgow (1987)
- Société royale de médecine (1997)
- Bourse honoraire du Collège royal des chirurgiens d'Édimbourg (HonFRCS) (2009)
- Prix John Heinz du plus grand service rendu au public, exercée par un représentant élu ou nommé (prix Jefferson de 1988)[34]
- Médaille de bien-être public de l' Académie nationale des sciences (1990)[35]
- Prix Albert Schweitzer pour l'action humanitaire (1991)[36]
- Prix Tyler pour les réalisations environnementales (1991)
- Prix Emmy dans la catégorie Nouvelles et documentaires pour C. Everett Koop, MD, série de cinq articles sur la réforme des soins de santé (1991)[9]
- 2nd prix annuel Heinz en politique publique (1996)[37]

## Publications
- (en) Bishop et Koop, « Management of Meconium Ileus: Resection, Roux-en-Y Anastomosis and Ileostomy Irrigation with Pancreatic Enzymes », Annals of Surgery, vol. 145, no 3,‎ 1957, p. 404–414 (PMID 13403593, PMCID 1465484, DOI 10.1097/00000658-195703000-00017)
- Koop et Hamilton, « Atresia of the Esophagus: Increased Survival with Staged Procedures in the Poor-risk Infant », Annals of Surgery, vol. 162, no 3,‎ 1965, p. 389–401 (PMID 5829715, PMCID 1476897, DOI 10.1097/00000658-196509000-00008)
- D'Angio, Evans et Koop, « Special Pattern of Widespread Neuroblastoma with a Favourable Prognosis », The Lancet, vol. 297, no 7708,‎ 1971, p. 1046–1049 (PMID 4102970, DOI 10.1016/S0140-6736(71)91606-0)
- Parfois, les montagnes se déplacent de C. Everett Koop et Elizabeth Koop. Tyndale, 1974.  (ISBN 0-8423-6064-6) (revised edition published by Zondervan in 1994,))
- Les lésions visibles et palpables chez les enfants par C. Everett Koop. Grune & Stratton, 1976.  (ISBN 0-8089-0958-4)
- Le droit de vivre, le droit de mourir par C. Everett Koop. Tyndale, 1976.  (ISBN 0-8423-5593-6)
- Qu'est-il arrivé à la race humaine? par Francis A. Schaeffer et C. Everett Koop. FH Revell, 1979.  (ISBN 0-8007-1051-7) (édition révisée publiée par Crossway Books en 1983,  (ISBN 0-89107-291-8)
- Koop: Le médecin de famille des Mémoires de l'Amérique par C. Everett Koop. Random House, 1991.  (ISBN 0-394-57626-8)
- Koop et Lundberg, « Violence in America: A Public Health Emergency: Time to Bite the Bullet Back », JAMA: The Journal of the American Medical Association, vol. 267, no 22,‎ 1992, p. 3075–3076 (PMID 1290487, DOI 10.1001/jama.1992.03480220093036)
- Parlons-en: Une conversation honnête sur des questions critiques: l'avortement, l'euthanasie, le sida, les soins de santé par C. Everett Koop et G. Timothy Johnson. Zondervan, 1992.  (ISBN 0-310-59781-1)
- Fries, Koop, Beadle et Cooper, « Reducing Health Care Costs by Reducing the Need and Demand for Medical Services », New England Journal of Medicine, vol. 329, no 5,‎ 1993, p. 321–325 (PMID 8321260, DOI 10.1056/NEJM199307293290506)
- Fries, Koop, Sokolov et Beadle, « Beyond Health Promotion: Reducing Need and Demand for Medical Care », Health Affairs, vol. 17, no 2,‎ 1998, p. 70–84 (ISSN 0278-2715, PMID 9558786, DOI 10.1377/hlthaff.17.2.70)
- Problèmes critiques en santé mondiale par C. Everett Koop, Clarence E. Pearson et M. Roy Schwarz. Jossey-Bass, 2001.  (ISBN 0-7879-4824-1)
- Koop, Mosher, Kun et Geiling, « Future Delivery of Health Care: Cybercare: A Distributed Network-Based Health-Care System », IEEE Engineering in Medicine and Biology Magazine, vol. 27, no 6,‎ 2008, p. 29–38 (PMID 19004693, DOI 10.1109/MEMB.2008.929888)